# جيرالد شابيرو
جيرالد شابيرو (بالإنجليزية: Gerald Shapiro)‏ هو كاتب أمريكي، ولد في 23 أغسطس 1950 في كانساس سيتي في الولايات المتحدة، وتوفي في 15 أكتوبر 2011 في لنكن في الولايات المتحدة.